# サンケイリアルエステート投資法人
サンケイリアルエステート投資法人（さんけいりあるえすてーととうしほうじん）は、東京都千代田区に本部を置くフジサンケイグループの投資法人。東証上場（J-REIT）。

## 概要
フジサンケイグループのサンケイビルがスポンサーで、資産運用会社はサンケイビル100%子会社の「株式会社サンケイビル・アセットマネジメント」である。
投資対象は、当初はオフィスを80%以上、地域は東京圏、大阪市及び名古屋市を70%以上とするオフィス主体であったが、2023年（令和5年）10月に運用ガイドラインを変更し、オフィスビル50～70%、東京圏・大阪圏・名古屋圏を70%以上とする総合型REITに転換した。

## 沿革
- 2018年（平成30年）11月19日 - 本投資法人の設立
- 2018年（平成30年）12月17日 - 投信法第189条に基づく登録（登録番号 関東財務局長 第140号）
- 2019年（平成31年）3月12日 - 東京証券取引所に上場
- 2023年（令和5年）1月23日 - 本店所在地を東京都千代田区大手町一丁目7番2号から同区内神田二丁目3番4号（S-GATE大手町北 4階）に移転[4][5]

## ポートフォリオ
2023年8月31日現在で、保有物件数15物件、取得価格1,028億円である。
オフィスビルの他、ホテルと物流施設も保有している。
主な保有物件
- 東京サンケイビル（一部）
- ブリーゼタワー（一部）
- 品川シーサイドＴＳタワー（一部）
- ホテルインターゲート東京 京橋 ※
- ホテルインターゲート広島 ※
- SANKEILOGI摂津

※サンケイビル子会社のグランビスタ ホテル&リゾートが運営するホテル